# Scoparia subitus
Scoparia subitus là một loài bướm đêm trong họ Crambidae.